# Belošević
U knjizi "Plemstvo Hrvatske i Slavonije" (njem. original Der Adel von Kroatien und Slavonien''), izdanoj u Nürnbergu 1899. godine, dr. Ivan Bojničić navodi na stranici 13, pod oznakom “Belošević” da je plemstvo i grb Stjepanu Beloševiću dodijelio kralj Ferdinand 30. siječnja 1635. godine. Istim je aktom plemstvo podijeljeno i obitelji Babočaj.

## Karakteristike obitelji

### Opis grba
- Štit s grbom, a na plavoj podlozi zlatan lav s mačem.
- Na mjestu kacige sablja u ruci odjevenoj u crveno.
- Elementi grba ukazuju da plemstvo, dodijeljeno Stjepanu Beloševiću, ide u red takozvanog armalnog, tj. dodijeljenog za ratne zasluge (sablja nad štitom) i za osvjedočenu hrabrost (lik lava).

### Mjesto stjecanja plemstva
- Dodjela plemstva Stjepanu Beloševiću 1635. godine pada u vrijeme kad su velike turske provale u Hrvatsku bile okončane, i to nakon mira sklopljenog s Austrijom na rijeci Žitvi 1606. godine.

Od manjih turskih upada (četovanja) Austrija se sljedećih desetljeća branila u Hrvatskoj snagama Vojne krajine - varaždinskog i karlovačkog generalata. U isto vrijeme Austrija se uplela u iscrpljujući Tridesetogodišnji rat (1618. – 1648.) širom Europe, kao predvodnik Katoličke lige protiv zemalja Protestantske unije. Taj je rat, između ostalog, prepolovio stanovništvo Njemačke, a cijelu Europu unazadio za stoljeće.
U tom je ratu habzburški vojskovođa Wallenstein u svojoj armiji imao čak 19 pukovnija hrvatske lake konjice (oko 30000 konjanika) pod zapovjedništvom Isolanija. U ratu protiv Šveđana, koji je trajao 1630. – 1635. godine, te su snage, upravo uoči dodjele plemstva Beloševiću, zauzele Prag i Leipzig, a pod vodstvom nadvojvode Ferdinanda još i Baden i Wurtenberg. Vremensko podudaranje upućuje na vjerojatnoću da je Stjepan Belošević odlikovan plemstvom za zasluge u tim bitkama.

### Potomci
Hrvatski sabor potvrdio je plemstvo Beloševića 1827. godine. Taj indigent dobili su podbilježnik Varaždinske županije Josip i njegova braća Tomo i Ivan.
“Beloševići su ugledna obitelj u zagrebačkoj i varaždinskoj županiji”, podsjeća 1899. godine dr. Bojničić. Prezime se često susreće u javnim službama Hrvatske od početka osamnaestoga stoljeća. U to doba, Nikola i Juraj djeluju 1730. – 1758. godine kao plemićki suci Zagrebačke županije. 
Mauricije (1755. – 1818.) posvetio se vojnom pozivu, pa kao kapetan konjičke čete sudjeluje od 1810. u ratovima protiv Napoleona. Josip Belošević je 1806. predstavnik hrvatskog Sabora na ustoličenju bana Gyulaja. Ivan Belošević radi u upravi Virovitičke županije, sa sjedištem u Osijeku. Njegov je suvremenik Juraj (1759. – 1823.), podžupan zagrebački u vremenu 1797. – 1812. godine. Jurajev sin Antun posvetio se gospodarstvu kao vlasnik imanja Selno kod Male Erpenje. Josipov sin Ljudevit bio je pravnik u Klanjcu i Prelogu, zatim u Sudbenom vijeću Varaždinske županije, pa sudac Okružnog suda u Čabru (Gorski kotar).                                                 
U 19. i 20. stoljeću mogu se pratiti potomci konjičkog kapetana Mauricija Beloševića. On je imao dva sina, Arsena-Zenka (1805. – 1894.) i Davida, koji kao časnik Narodne garde sudjeluje u pripajanju Rijeke Hrvatskoj, a kasnije djeluje kao županijski sudac u Brodu na Kupi. 
Arsen je imao sina Otona, županijskog suca u Sisku, a David Stjepana (1857. – 1925.), koji je bio gradonačelnik Varaždina (1894. – 1896.), a zatim podžupan varaždinski i banski savjetnik (1909. – 1910.).  
Otonovi su potomci bili Vasilije, sudac i odvjetnik, i Danica, koja je nakon bečkog konzervatorija nastupala kao operna i koncertna pjevačica. Vasilijev sin Oto Belošević zapažen je liječnik i pisac stručnih radova.
Potomci Beloševića žive danas širom svijeta.

### Beloševići u Zagorju
U Hrvatskom državnom arhivu, u zbirci dokumenata obitelji Sermage, čuva se u Kutiji III., isprava pod brojem 206.
To je spisak građana i kmetova s područja krapinsko - kostelskog vlastelinstva, izrađen davne 1614. godine. Dokument sadrži pregled podložničkih obveza prema feudalnom gospodaru.
U poglavlju “Kostelski dio posjeda, spisak inkvilina”, na 120. stranici tog svežnja je upisano :
| Geor. Bellossewych, fraiman | Kr 3 Cap. 1 |
| mercenarior.                | Kr 2        |
| syrowyna                    | Kr 5        |

U prijevodu s latinskog, koji je tada bio službeni jezik administracije u “kraljevstvu Hrvatske i Slavonije”, to znači:
| Juraj Belošević, želir | krajcara 3, kopuna 1 |
| težačke takse          | krajcara 2,          |
| žirovine               | krajcara 5           |

Dakle, Juraj Belošević nije bio upisan kao kmet, nego kao inkvilin (“fraiman” ili želir). To je bila kategorija feudalnih podložnika koji, za razliku od kmetova, nisu obrađivali selište (okućnicu, oranicu, livade, šumu), nego su bili bezemljaši, ili korisnici sasvim malih parcela. Želiri su najčešće stvarali nove krčevine i na njima uzgajali vinograde, najunosniju kulturu u tadašnjem Zagorju. Za svoju parcelu, želir Juraj Belošević morao je vlastelinu davati 3 krajcara i 1 kopun godišnje. Na to se nadovezivala posebna težačka taksa od 2 krajcara, pa onda još i žirovina od 5 krajcara, tako da je ukupna obveza Jurja Beloševića dostizala 10 krajcara (toliko su, na primjer, plaćali gospodaru grada Krapine srednje imućni građani krapinskog trgovišta).
Ime Jurja Beloševića spominje se još i na 128. stranici ovog dokumenta:
| Geor. Bellossewych de stirpaturae | ad Jug. 3 - Ttcy gr. ij |

U prijevodu s latinskoga to znači:
| Juraj Belošević od krčevine za rala 3 | pšenice mjere 1 1/2 |

Znači, kao korisnik 3 rala krčevine Belošević je morao plaćati vlastelinu u naturi jednu i pol mjeru pšenice (mjera je iznosila 60 litara). Kmetovi i želiri plaćali su svoj čin prirodnim platežnim sredstvima: pšenicom, prosom i zobi, te kopunima i pilićima. Današnji čitatelj tog dokumenta uočava da se onda u Zagorju nije znalo za glavne suvremene ratarske kulture - kukuruz i krumpir, kao ni za duhan, pa ni za poznatog zagorskog purana. Sve je to u Europu dopremio Kolumbo iz Amerike još 120 godina prije nego što je nastao spisak s Beloševićem. Ali, da se te kulture prošire od Kolumbove Španjolske do našeg Zagorja - trebalo je skoro tristo godina.
U navedeni spisak stanovništva unosila su se samo imena starješina obitelji, po pravilu najstarijih muškaraca, djedova. Ako se uzme da ni Juri Beloševiću 1614. godine nije bilo manje od 50 godina, znači da je kao dječak bio suvremenik, a možda i svjedok Gupčeve bune, 1573. godine. U svakom slučaju, morao je upamtiti strašne osvete, kojima su se plemići oborili na kmetove nakon ugušene bune. U tome je okrutnošću prednjačio grof Keglević, gospodar Krapine.
U doba Jurja Beloševića nad čitavom je Hrvatskom visio turski mač. Turci su držali dio Europe od Jadrana skoro do Karpata, tj. cijelu Ugarsku, Slavoniju, Bosnu i Liku, i odatle upadali u preostale hrvatske krajeve. Tada su bili na vrhuncu moći, a tako će i ostati za života sinova i unuka našeg Jurja Beloševića - sve do poraza pod Bečom 1683. godine. Neprestano ratovanje s Turcima vodilo je u Zagorje rijeke izbjeglica, a zagorskim kmetovima donosilo iscrpljujuće ratne namete u hrani i novcu, kuluk na gradnji utvrda i stalni dovoz potreba za vojsku. Kao da još sve to nije bilo dovoljno zla - Hrvatsku je još pogodila i epidemija kuge (1599. – 1600.).
Neizdržljive prilike u banskoj Hrvatskoj tjerale su kmetove da bježe - bilo u Štajersku i Kranjsku, pa čak i u Vojnu krajinu, gdje su morali postati vojnici - graničari. Tako se u opustjeloj zemlji pojavila nestašica radnih ruku, pa o odbjeglim kmetovima raspravlja Sabor upravo onih godina kad je nastao spisak s Jurjem Beloševićem: 1607., 1610. i 1619. Gospoda plemići žale se na kmetove koje im “odvlače i noću”, optužuju Zrinjskog kako prihvaća odbjegle kmetove Kaptola na svoju Božjakovinu... U Hrvatskoj ima tada toliko bjegunaca i odmetnika da Sabor 1610. određuje posebne mjere za hvatanje “zločinaca i skitnica”, pa dodjeljuje kao pojačanje naoružanim družinama plemićkih slugu, koji love ljude izvan zakona, još i dvije jedinice banskih haramija s turske granice kao pojačanje. U tadašnjoj nesretnoj Hrvatskoj tih se godina razmahao i lov na vještice, koji će odvesti u strašnu smrt na lomačama nevine žene, koje su se bilo čime zamjerile moćnicima. 

## Poznati Beloševići
- Ivica Belošević - hrvatski nogometaš
- Ilija Belošević - srpski košarkaški sudac